# ألان أوغسطين
ألان أوغسطين (بالإنجليزية: Alan Augustine)‏ هو سياسي أمريكي، ولد في 17 أغسطس 1928، وتوفي في 11 يونيو 2001. حزبياً، نشط في الحزب الجمهوري. وقد انتخب عضو جمعية نيوجيرسي العامة.